# Салкич, Эрик
Э́рик Са́лкич (словен. Erik Salkić; 10 апреля 1987, Сежана) — словенский футболист, защитник.

## Карьера

### Клубная
Выступал за словенские «Копер» и «Интерблок». В сезоне 2008/09 из-за травмы провёл лишь 9 матчей. В 2009 году по истечении контракта с «Интерблоком» в качестве свободного агента перешёл в «Олимпию». С командой из Любляны дважды выиграл серебряные медали национального первенства.
21 июля 2013 года было объявлено, что после медицинского обследования и получения рабочей визы Салкич присоединится к тульскому «Арсеналу». Впервые за туляков сыграл 12 августа против «Уфы» (1:0). Во втором тайме Салкич вышел на замену и получил жёлтую карточку. Несмотря на то, что его контракт был рассчитан на два года, покинул команду во время зимнего перерыва.
20 февраля 2014 года РФС обязал словенца выплатить «Арсеналу» компенсацию за досрочное расторжение трудового договора и дисквалифицировал его на 4 месяца.
С 2015 года по 2017 год являлся игроком клуба «Крас», выступающего в пятом по значимости итальянском дивизионе (Эччеленца Фриули-Венеция-Джулия).

### В сборной
Провёл 15 матчей за молодёжную сборную Словении, в которой дебютировал в 2006 году.

## Игровая характеристика
Способен сыграть не только на левом, но и на правом фланге обороны. Отличается высокой скоростью и выносливостью.